# Rick Schroder
Pour les articles homonymes, voir Schroder.
 (août 2014).
Si vous disposez d'ouvrages ou d'articles de référence ou si vous connaissez des sites web de qualité traitant du thème abordé ici, merci de compléter l'article en donnant les références utiles à sa vérifiabilité et en les liant à la section « Notes et références ».
Richard Schroder, dit Ricky Schroder, né le 13 avril 1970 à Staten Island (New York), est un acteur américain.

## Biographie

### Carrière
Il est notamment connu pour avoir tenu le rôle principal de la série télévisée Ricky ou la Belle Vie, ainsi que celui de la série New York Police Blues.

### Vie privée
Le 26 septembre 1992, il épouse Andrea Bernard, une designer d'intérieur, avec qui il aura quatre enfants : Holden (né en 1992), Luke (né en 1993), Cambrie (née en 1996) et Faith (née en 2001). Le couple se sépare en 2016.
En novembre 2020, il aide Kyle Rittenhouse, accusé du meurtre de 2 personnes lors des manifestations d'août 2020 à Kenosha, à rassembler 2 millions de dollars de caution pour sortir de prison dans l'attente de son procès.

## Filmographie

### Acteur

#### Cinéma
- 1979 : Le Champion (The Champ) : T.J.
- 1980 : Le Dernier Vol de l'arche de Noé (The Last Flight of Noah's Ark) : Bobby
- 1980 : The Earthling : Shawn Daley
- 1980 : Le Petit Lord Fauntleroy (Little Lord Fauntleroy) : Lord Fauntleroy
- 1981 : Où es-tu papa ? de Lou Antonio : Joey Bosnick
- 1991 : Rebelles (Across the tracks) : Bill Maloney
- 1995 : USS Alabama (Crimson Tide) : Lt. Paul Hellerman
- 1998 : I Woke Up Early the Day I Died : Cruiser Cop #2
- 2002 : Poolhall Junkies : Brad
- 2003 : Consequence : John Wolf
- 2003 : Face of Terror : Nick Harper
- 2004 : Black Cloud : Eddie
- 2009 : Locker 13 : Tommy Novak

#### Télévision
- 1982 : Something So Right (téléfilm) : Joey Bosnick
- 1982-1987 : Ricky ou la Belle Vie (Silver Spoons) (Série) : Ricky Stratton
- 1983 : Two Kinds of Love (téléfilm) : Robbie Farley
- 1985 : A Reason to Live (téléfilm) : Alex Stewart
- 1988 : Trop jeune pour jouer les héros (Too Young the Hero) (téléfilm) : Calvin Graham
- 1989 : Terreur sur l'autoroute (Terror on Highway 91) (téléfilm) : Clay Nelson
- 1989 : Liberian Girl (clip) : Lui-même
- 1989 : Out on the Edge (téléfilm) : Danny Evetts
- 1989 : Lonesome Dove (Mini-série) : Newt Dobbs
- 1990 : A Son's Promise (téléfilm) : Terry O'Kelly
- 1990 : Mark Woodward, ange ou démon? (The Stranger Within) (téléfilm) : Mark
- 1991 : Blood River (téléfilm) : Jimmy Pearls
- 1991 : Mon fils, ma haine (My Son Johnny) (téléfilm) : Johnny
- 1992 : L'étincelle de vie (Miles from Nowhere) (téléfilm) : Frank Reilly
- 1993 : L'Appel de la forêt (Call of the Wild) (téléfilm) : John Thornton
- 1993 : Lonesome Dove : La Loi des justes (Return to Lonesome Dove) (téléfilm) : Newt Dobbs
- 1994 : Texas (téléfilm) : Otto McNab
- 1996 : Erreur judiciaire (Innocent Victims) (téléfilm) : Billy Richardson
- 1997 : Ebenezer (téléfilm) : Samuel Benson
- 1997 : Un amour abusif (Too Close to Home) (téléfilm) : Nick Donahue
- 1997 : Nuit d'orage (Heart Full of Rain) (téléfilm) : Isaiah Dockett
- 1998 : La loi du Colt (Dead Man's Gun) (Série) : Lt. Matthew Ryan
- 1998-2001 : NYPD Blue (Série) : Det. Danny Sorenson
- 1999 : Meurtre à Devil's Glen (What We Did That Night) (téléfilm) : Henry
- 2001 : Le Bataillon perdu (The Lost Battalion) (téléfilm) : Maj. Charles White Whittlesey
- 2003 : Scrubs (Série) : Nurse Paul Flowers
- 2005 : 14 Hours (téléfilm) : Dr. Foster
- 2005-2006 : La Vie avant tout (Série) : Dr. Dylan West
- 2006 : Robot Chicken (Série) : Cloudkeeper
- 2007 : 24 Heures chrono (24) (Série) : Mike Doyle
- 2008 : La Menace Andromède  (Andromeda Strain) (Série) : Major Bill Keane
- 2008 : Voyage au centre de la Terre (Journey to the Center of the Earth) (téléfilm) : Jonathan Brock
- 2013 : La loi de Goodnight : la belle aventurière (Goodnight for Justice: Queen of Hearts) (téléfilm) : Cyril Knox
- 2013 : Le ranch des cœurs sauvages (Our Wild Hearts) (téléfilm) : Jack

### Réalisateur
- 2004 : Black Cloud
- 2005 : Country Music Television
- 2009 : La Traversée des enfers

### Acteur et réalisateur
- 2004 : Wiskey Lullaby (clip de Brad Praisley & Alisson Krauss.)

Le clip vidéo se déroule à l'ère de la Seconde Guerre mondiale . Cela commence dans un bus rempli de vétérans rentrants de la guerre et au son des explosions encore fraîches dans leurs esprits. (joué par Rick Schroder , qui a également réalisé la vidéo).

## Voix francophones

### En France
Rick Shroder a principalement été doublé par Jackie Berger quand il était enfant et par Alexandre Gillet depuis qu'il est adulte. 

### Au Québec
Rick Schroder a été doublé par Charles-Maxime Ropiot quand il était enfant.